# Franco di coltivazione
Il franco di coltivazione è lo spessore minimo dello strato superficiale del terreno, libero da acqua di percolazione, necessario per il normale sviluppo della pianta. Deriva dall'abbassamento della falda acquifera. è la distanza fra la superficie del terreno ed il livello superiore della falda nel punto più lontano dai condotti emungenti (drenaggi) dopo un periodo abbastanza lungo (da 2 a 3 giorni) dall'ultima pioggia.